# Деймън Линдълоф
Деймън Лорънс Линдълоф (на английски: Damon Laurence Lindelof) (роден на 24 април 1973 г.) е американски телевизионен сценарист и изпълнителен продуцент, най-известен като един от създателите на сериала „Изгубени“. Също така е писал и за сериалите „Среща с Джордан“ и „Наш Бриджис“. Занимава се и с писане на истории на комикси. Голямо влияние му оказва Стивън Кинг.